# Recollection
Cet article concerne l'album de Laurent Voulzy. Pour l'album de Tom Leeb, voir Recollection (Album de Tom Leeb).
Albums de Laurent Voulzy
La Septième Vague
(2006) Lys and Love
(2011)
Recollection est un album de chansons originales de Laurent Voulzy incluant des reprises de succès internationaux. Il est sorti en 2008, à l'occasion du 30e anniversaire de la chanson Rockollection. Sur la jaquette, le titre est stylisé en lettres capitales avec deux « 7 » écrits à l'envers à la place des « L » (« ㄥㄥ »), faisant référence à 1977, année de sortie de la chanson d'origine. L'album est réalisé et arrangé par Laurent Voulzy et Franck Eulry.
Ce disque est un album dans l'esprit des maxi 45 tours géants des années 70-80. Il reprend la version longue de la chanson Rockollection de 1977 en y adjoignant une nouvelle introduction (Jelly Bean), un nouveau couplet (Rockollection scène 10) et quelques compositions originales qui servent d'introduction, de liaison ou d'extension au noyau central Rockollection. Cet opus de Laurent Voulzy n'a pas eu le succès commercial de ses autres disques.[réf. nécessaire]
Le clip illustrant l'album est le plus long de l'histoire du clip français : 19 minutes.
Sur la pochette, dans le titre Recollection, les deux lettres L sont remplacées par deux chiffres 7 à l'envers pour rappeler que son tube est sorti en 1977.

## Chansons
| No  | Titre                                     | Durée |
| --- | ----------------------------------------- | ----- |
| 1.  | Acte I - Dans le vent qui va              | 1:25  |
| 2.  | Acte II - Jelly Bean                      | 3:04  |
| 3.  | Acte III - Radio collection               | 1:30  |
| 4.  | Acte IV - Rockollection 008               | 21:03 |
| 5.  | Acte V - A7708                            |       |
| 6.  | Acte VI - Rockollection scène 10          |       |
| 7.  | Acte VII - Les Interrogations d’Elizabeth |       |
| 8.  | Acte VIII - Jukebox                       | 11:35 |
| 9.  | Acte IX - Sous la lune                    | 7:06  |
| 10. | Acte X - Épilogue : dans le vent          |       |

## Histoire
L'album est en quelque sorte une autobiographie de Laurent Voulzy. Il revient sur son enfance, ses réflexions d'adulte et ses souvenirs musicaux.
- Dans le vent qui va sert d'introduction (et de conclusion) enfantine et Pop à cet album.
- Jelly Bean évoque l'enfance du chanteur (avant l'époque décrite par le premier couplet de Rockollection).
- Radio Collection est une annonce débridée, rock et psychédélique de Rockollection 008 (reprise revisitée du fameux Rockollection de 1977).
- A7708 est une réflexion sur la vie de Laurent Voulzy après 1977.
- Rockollection Scene 10 est le couplet additionnel écrit en 2008 par Alain Souchon.
- Les Interrogations d'Élisabeth servent de passerelle vers Jukebox qui, comme son nom l'indique, est une somme de Hits des années 1970-1980 (Laurent Voulzy reprend ici le principe de "Rockollection" mais sans y adjoindre de couplets).
- Sous la Lune est une longue plage de musique « lounge » qui permet à l'auditeur de continuer, vers d'autres univers, le voyage amorcé en 1977. Il préfigure l'ambiance baroque et pop de l'album Lys & Love 2011.

## Classement hebdomadaire
| Classement (2008)            | Meilleure position |
| ---------------------------- | ------------------ |
| Belgique (Wallonie Ultratop) | 1                  |
| France (SNEP)                | 2                  |
| Suisse (Schweizer Hitparade) | 20                 |